# Ryan McCartan
Ryan McCartan (Minnesota, 14 giugno 1993) è un attore e cantante statunitense.

## Biografia
Ryan McCartan nasce nel Minnesota. Frequenta da bambino la National High School Musical Theater Awards. Grazie alla sua bravura entra a far parte nel cast di Liv e Maddie nel Gennaio del 2011 interpretando Diggie. È lì che conosce la sua ex fidanzata Dove Cameron con la quale si è fidanzato nel 2013 per poi separarsi nel 2016. Insieme formano il duo musicale The Girl and the Dreamcatcher. Compongono pezzi musicali d'autore e cover.
Nel 2011, McCartan ha ricevuto il premio come miglior studente al National High School Musical Theater Awards.
Nel 2016, il 6 ottobre, Dove Cameron rompe il loro fidanzamento ed entrambi annunciano la rottura su Twitter, confermando però di essere rimasti in ottimi rapporti.

## Filmografia

### Cinema
- Summer Forever, regia di Roman White (2015)
- The Standoff, regia di Ilyssa Goodman (2016)

### Televisione
- The Middle – serie TV, episodi 4x15 (2013)
- Liv e Maddie – serie TV, personaggio ricorrente (2013-2017)
- Monday Mornings – serie TV, episodio 1x05 (2013)
- L'uomo di casa - serie TV, episodio 3x15 (2014)
- Royal Pains - serie TV, episodi 6x08, 6x09, 6x10, 6x12 (2014)
- Austin & Ally – serie TV, episodio 4x06 (2015)
- R.L. Stine's Monsterville: Un demone in corpo, regia di Peter DeLuise (2015)
- The Rocky Horror Picture Show: Let's Do the Time Warp Again, regia di Kenny Ortega (2016)

## Discografia

### EP
- 2016 – Negatives (con il gruppo The Girl and The Dreamcatcher)
- 2018 – The Opposite
- 2019 – Seventh Avenue

### Singoli
- 2017 – When You Went Away
- 2017 – Everything
- 2020 – High and Low
- 2021 – Politician
- 2021 – Pink and Green

## Teatro
- Heathers: The Musical - musical (2013-2014)